# Elecciones federales de México de 1920
Las elecciones federales de México de 1920 fueron las elecciones que se llevaron a cabo en México en dos etapas: las legislativas el 1 de agosto de 1920 y las presidenciales el 5 de septiembre de 1920. En ellas se renovaron los siguientes cargo de elección popular:
- Presidente de la República. Jefe de Estado y de Gobierno, electo para un periodo de cuatro años sin posibilidad de reelección, que comenzaría su encargo el 1 de diciembre del mismo año. El candidato electo fue Álvaro Obregón.
- 29 senadores. Miembros de la cámara alta del Congreso de la Unión. Un senador elegido de manera directa por cada estado de la República y el Distrito Federal para un periodo de dos años con posibilidad de reelección inmediata.
- 260 diputados federales. Miembros de la cámara baja del Congreso de la Unión. Un diputado elegido por mayoría relativa por cada distrito para un periodo de dos años con posibilidad de reelección inmediata.[1]

## Reforma electoral de 1918
El 2 de julio de 1918 se emite el decreto de reforma electoral para las elecciones federales de 1920 que tiene como marco legal la Ley para la Elección de Poderes Federales. De esta forma, las votaciones para diputados federales (260 diputaciones propietarias y sus suplentes) y segundos senadores (recordemos que los senadores se renovaban por mitad cada dos años) para la integración de la XXIX Legislatura del Congreso de la Unión, se realizaron el domingo 1 de agosto, y las presidenciales el domingo 5 de septiembre de 1920.

## Proceso electoral

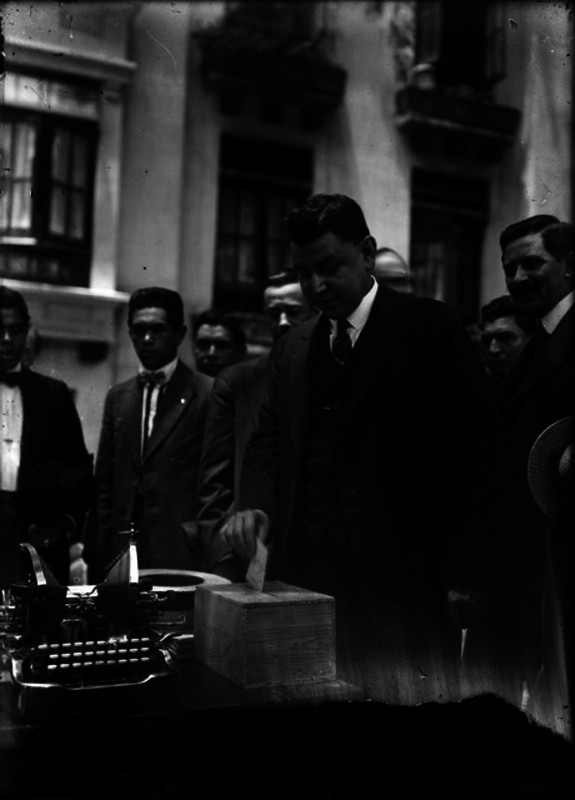
El presidente Adolfo de la Huerta votando.

Para estas elecciones, el presidente Venustiano Carranza impulsó la candidatura ciudadana del exembajador de México en Estados Unidos Ignacio Bonillas, pues consideraba sumamente necesario eliminar de una vez el imperante militarismo en la política. Cómo según llegó a declarar; «ningún militar será Presidente de la República», dicha candidatura molestó severamente a los partidarios de Álvaro Obregón (quien buscaba ser candidato a la Presidencia).
Este conflicto se desencadenó con la Revolución de Agua Prieta impulsado por varios jefes militares fieles a Obregón, y culminó con el asesinato del presidente Carranza en su intento de refugiarse en Veracruz (puesto que la toma de la capital por los obregonistas era inminente).
Después de una Junta de Gobierno se designó a Adolfo de la Huerta como Presidente sustituto, quien convocó a elecciones en las que triunfó Obregón. Finalmente, De la Huerta le cedió el poder pacíficamente.

## Resultados

### Presidente
|  | 95.79 % |

|  | 4.02 % |

|  | 0.20 % |

|  | 100.00 % |

#### Resultados por entidad federativa
| Estado                        | Álvaro Obregón Salido | Alfredo Robles Domínguez | Nicolás Zúñiga y Miranda |
| ----------------------------- | --------------------- | ------------------------ | ------------------------ |
| Aguascalientes                | 3,990                 | 38                       | 44                       |
| Territorio de Baja California | 5,099                 | 128                      | 62                       |
| Campeche                      | 8,903                 | 3                        | 4                        |
| Coahuila                      | 31,380                | 84                       | 61                       |
| Colima                        | 5,863                 | 2,010                    | 7                        |
| Chiapas                       | 23,199                | 153                      | 248                      |
| Distrito Federal              | 55,069                | 2,195                    | 113                      |
| Durango                       | 19,134                | 268                      | 168                      |
| Guanajuato                    | 111,040               | 4,507                    | 121                      |
| Guerrero                      | 3,990                 | 38                       | 44                       |
| Hidalgo                       | 60,904                | 89                       | 68                       |
| Jalisco                       | 51,394                | 18,797                   | 0                        |
| Estado de México              | 93,801                | 1,262                    | 129                      |
| Michoacán                     | 68,627                | 1,602                    | 242                      |
| Morelos                       | 15,158                | 1,378                    | 0                        |
| Nayarit                       | 8,106                 | 1,173                    | 0                        |
| Nuevo León                    | 20,278                | 662                      | 0                        |
| Oaxaca                        | 115,634               | 3,664                    | 48                       |
| Puebla                        | 81,020                | 5,385                    | 110                      |
| Querétaro                     | 22,074                | 793                      | 9                        |
| Territorio de Quintana Roo    | 545                   | 0                        | 0                        |
| San Luis Potosí               | 44,543                | 290                      | 29                       |
| Sinaloa                       | 26,816                | 16                       | 0                        |
| Sonora                        | 23,664                | 221                      | 710                      |
| Tabasco                       | 7,293                 | 0                        | 0                        |
| Tamaulipas                    | 19,029                | 0                        | 3                        |
| Veracruz                      | 44,470                | 676                      | 86                       |
| Yucatán                       | 37,231                | 10                       | 9                        |
| Zacatecas                     | 18,043                | 1,830                    | 27                       |
| Totales                       | 1'131,751             | 47,442                   | 2,357                    |